# Rochy-Condé
Rochy-Condé – miejscowość i gmina we Francji, w regionie Hauts-de-France, w departamencie Oise.
Według danych na rok 1990 gminę zamieszkiwały 594 osoby, a gęstość zaludnienia wynosiła 93 osoby/km² (wśród 2293 gmin Pikardii Rochy-Condé plasuje się na 468. miejscu pod względem liczby ludności, natomiast pod względem powierzchni na miejscu 745.).